# Zgornja Sorica
Zgornja Sorica este o localitate din comuna Železniki, Slovenia, cu o populație de 173 de locuitori.